# ابراهیموو (شهرستان کوگارچینسکی، باشقیرستان)
ابراهیموو (انگلیسی: Ibragimovo, Kugarchinsky District, Republic of Bashkortostan) یک شهرک در شهرستان کوگارچینسکی جمهوری باشقیرستان در کشور روسیه است.